# Бескровное убийство (журнал)
«Бескро́вное уби́йство» (рус. дореф. «Безкровное Убійство») — рукописный гектографированный журнал, издававшийся литературно-художественной группой «Бескровное убийство» в 1915—1916 годах; выходил именными выпусками маленьким тиражом для узкого круга участников и их друзей. Инициатором и бессменным фактическим редактором журнала была Ольга Лешкова.

## История

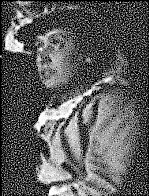
Ольга Лешкова

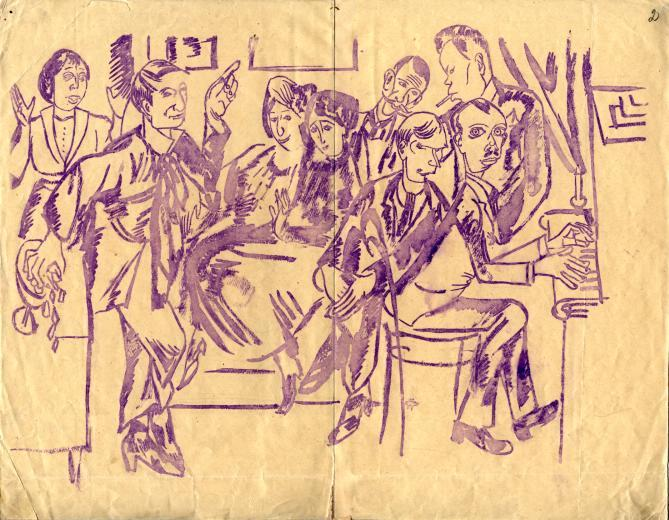
Михаил Ле-Дантю. Сотрудники и читатели журнала «Бескровное убийство» (1915). В числе изображённых: Роза Левинсонд (читатель), Николай Лапшин, Михаил Ле-Дантю, Екатерина Турова, Янко Лаврин

Осенью 1915 года Ольга Лешкова начала издавать от имени литературно-художественной группы «Бескровное убийство» рукописный гектографированный журнал «Бескровное убийство». В течение двух лет было издано около десяти номеров журнала с названиями, отсылающими к экзотическим местам или войне: «Выпуск Островов Фиджи», «Дагестанский выпуск», «Ассиро-Вавилонский выпуск», «Албанский выпуск», «Военный выпуск», «В тылу», «Эвакуационный выпуск» и др.
Журнал выпускался в нескольких экземплярах и состоял из четырёх-шести страниц-иллюстраций с рукописным комментарием к ним. С уходом лидера группы Михаила Ле-Дантю на фронт Первой мировой войны в конце 1916 года журнал прекратил существование; группа существовала несколько дольше.
В журнале, по замечанию исследователя русского авангарда Марцио Марцадури, «предвосхищается та абсурдистская линия, которая в 20-х годах расцветет в произведениях Вагинова и обэриутов». Журнал выпускался маленьким тиражом для узкого круга участников и их друзей и не оказал существенного влияния на культурную жизнь Петрограда.

## Нумерация выпусков по списку Ольги Лешковой
| №  | Название                  | Год         | Примечания |
| 5  | В тылу                    | 1915        |            |
| ?  | Выпуск Островов Фиджи     |             |            |
| ?  | Дагестанский выпуск       |             |            |
| ?  | Ассиро-Вавилонский выпуск |             |            |
| ?  | Военный выпуск            |             |            |
| ?  | Эвакуационный выпуск      |             |            |
| ?  | Албанский выпуск          | 1916        |            |
| 17 | О возврате на лоно        | 1916, осень |            |